# Drakkhen
Drakkhen est un jeu vidéo de rôle français dans un monde ouvert médiéval fantastique (heroic fantasy), en vue à la troisième personne et mêlant 3D en temps réel et 2D. L’intrigue, sur fond de prophétie mystique, se déroule sur une ile-continent de 64 km² peuplée par différentes races reptiliennes.
En termes de gameplay, le joueur dirige une équipe de quatre humains qui voyageront librement, de jour comme de nuit, dans divers environnements extérieurs et qui exploreront plusieurs donjons, engageant des combats et utilisant de la magie afin d’accomplir une unique quête principale.
Le scénario est original, les tenants et les aboutissants auront été présentés au joueur dans la boite de jeu au travers d’une nouvelle inédite et autres documents imprimés dans un livret physique réel illustré de 80 pages qu'il sera nécessaire de lire au préalable, le jeu commençant immédiatement après avoir été lancé sans autre introduction supplémentaire.

## Innovations
Drakkhen est avant tout le premier jeu de rôle sur ordinateur à exploiter un monde ouvert extérieur entièrement en 3D temps réel, permettant ainsi une liberté de mouvement totale. Cette innovation majeure qui redéfinit radicalement un genre (et anticipe les standards actuels) fait rupture avec la mode alors en vogue à la fin des années 80, dite des dungeon crawlers, qui emploie encore des tableaux en 2D dans lesquels les déplacements sont plus statiques et s’effectuent plutôt case par case, scène par scène. Les environnements tridimensionnels étant réservés aux premiers simulateurs de vols et à certains jeux d’action/tirs.
Cette technologie naissante mise au service du jeu de rôle s'est accompagnée naturellement de plusieurs autres caractéristiques tout aussi avant-gardistes et très immersives, notamment :
- un système de cycle Jour/Nuit complet et continue intégrant la course du soleil et de la lune
- une carte du ciel étoilée précise permettant ainsi de s'orienter réellement grâce aux étoiles

Bien que vaste pour son époque, cette île de 64 km² cernée par des eaux infranchissables ne comporte cependant aucun relief au niveau du sol mais les éléments qui la compose, créatures, personnages, végétations, bâtiments, etc. sont très variés et rendent ainsi les différentes régions identifiables et interactives.
Contrairement à l’environnement lui-même, ces éléments de décors et créatures sont constitués de sprites en 2D, animés ou non, pré-calculés à 15 échelles de taille différentes afin de simuler la distance.
Toutes ces astuces permettent au joueur, dépourvu de carte in-game (excepté dans la version SNES) ou de tout autre moyen de se localiser, de s’orienter et se diriger à vue très facilement avec ces nombreux points de repère au sol comme dans le ciel.

## Développement
Initialement développé hors studio et plus ou moins secrètement par quatre jeunes employés d'Infogrames en 1988 pendant une année, le projet expérimental DMNR (nom de code composé par les prénoms des quatre initiateurs: la graphiste Dominique Girou et les programmeurs Michel Royer, Najib El Maadani et Richard Bottet, grand amateur de jeux de role) s’avérera vite être une opportunité potentielle supplémentaire pour le Tatou Lyonnais qui, depuis quelques années et à la suite de nombreux problèmes financiers sur le territoire cherchait à se diversifier sur de nouveaux marchés.
C’est à ce titre que pendant sa nouvelle phase de développement, le projet finalement baptisé Drakkhen se verra d’une part, enrichi d’un véritable scénario par la plume de Francois Marcella-Froideval, et que d’autre part l'on tentera de l'adosser à une star américaine du jeu de rôle dit « sur table » en la personne de Gary Gygax.
La gamme <<Gary Gygax presente...>> dont Drakkhen aurait dû être la tête de gondole ne verra pas le jour, mais le jeu sera tout de même édité sur le continent nord américain par Draconian(Data East) ainsi qu'au Japon auprès d’un public particulièrement sensible aux concepts des dragons.

## Système de jeu
Outre la possibilité de parcourir à sa guise un vaste territoire, le jeu permet d'entrer dans les quelques constructions que l’on peut découvrir (tavernes, maisons, temples, marchand) et d’explorer en profondeur les différents donjons qui, contrairement aux autres types de constructions, se composent de plusieurs salles dont nombre d'entre-elles comportent de petites énigmes et mécanismes à résoudre.
Comme pour les jeux de rôle traditionnels de table dont Drakkhen hérite tous les composants, on peut créer une équipe d’aventuriers en lançant des dés puis en distribuant les caractéristiques des personnages, on rencontre également des monstres errants différents selon les lieux et le contexte, rendant les nuits très dangereuses et certains territoires plus tranquilles que d’autres. On peut interagir de manière générale avec des créatures diverses ayant de près ou de loin un rôle à jouer dans l’intrigue principale, certains de ces personnages non joueurs étant des donneurs de quête et selon le cas et les actions du joueur peuvent être de précieux alliés ou de dangereux adversaires. On peut lancer des sorts, gagner de l’expérience et faire évoluer les personnages, et on achète et vend des équipements aux propriétés diverses, etc. rien ne manque.
Le développement de l’intrigue est libre puisque le scénario unique et dépourvus de quêtes secondaires reste non linéaire, ce qui offre au joueur une grande liberté, sans assistance ni garde-fous, et peut donc même conduire au pire comme à empêcher de terminer le jeu si des personnages importants sont assassinés.
Le jeu s'est vu attribuer une suite, mais pas celle attendue et prévue qui avait annoncée lors de la séquence finale et qui aurait dû être Drakkhen 2. Au lieu de ça, la licence a été exploitée dans un tout autre registre, très orienté arcade cette fois, sous le nom de Super Drakkhen ou Dragon View.

## Géographie et culture
Le territoire, l'île de Drakkhen, consiste en un large continent rectangulaire bordé par l’océan et divisé horizontalement en quatre régions différentes, possédant chacune un environnement, en termes de faune et flore mais aussi de culture, qui lui est spécifique. Sur la terre ferme on peut trouver des rivières et des lacs, des chemins, des cimetières, des ruines ou des habitations ainsi que des lieux spéciaux et même des zones de téléportation. Au-delà de cet océan que l’on ne peut traverser, se découpent à l’horizon quelques reliefs suggérant des iles ou d’autres continents.
Ces quatre seigneuries, symbolisent chacune l’un des quatre éléments ou Règnes qui sont l’Air, l’Eau, le Feu et la Terre et sont toutes gouvernées par un Prince ou une Princesse Drakh, une race noble et sacrée parmi les autres races reptiliennes autochtones.

## Création des personnages
Comme dans tout autre jeu de rôle le joueur peut créer ses personnages puis les équiper de différentes armes et armures ou autre objets magiques. Les équipements de départ sont automatiquement attribués en début de partie lorsque les personnages sont créés, mais le joueur aura la possibilité de trouver divers nouveaux objets sur les créatures abattues, dans les donjons ou auprès de l’unique marchand du jeu.
Dans ce jeu le joueur dirige une équipe d’aventuriers constituée de 4 personnages à créer un par un en choisissant pour commencer leur sexe et leur classe parmi celles proposée : éclaireur, guerrier, magicien ou prêtre. Le choix des classes influera par la suite sur le type et la nature des équipements reçus pour commencer le jeu mais aussi sur ceux qui pourront être utilisés par le personnage ou qui au contraire lui seront interdits, ainsi que sur les capacités à utiliser la magie.
Il existe 8 visuels possibles pour les personnages, résultant de la combinaison du sexe et de la classe. Il est à noter que la version PC, contrairement à la version originale sur Amiga, ne dénude pas le buste des personnages féminins.
La phase de distribution des points de caractéristique (force, résistance, dextérité, intelligence, instruction, chance) est intéressante mais peut aussi parfois s’avérer frustrante car elle admet une certaine part de hasard.
En effet, le joueur est invité à lancer littéralement les dés pour déterminer le montant des points à distribuer pour chacune des caractéristiques. Le joueur peut librement choisir à quel caractéristique il peut affecter tel ou tel résultat du lancer de dés mais il ne peut en aucun cas définir librement ce montant point par point.
Le joueur à droit à trois tentatives maximum, et à la dernière tentative, que le résultat soit bon ou mauvais, il sera dans l’obligation de choisir la caractéristique qui recevra ses points qui vont de 1 à 20.

## Interface
L'écran de jeu est divisé en 5 parties :
- En haut à gauche, la visualisation des personnages et de leurs armes et objets défensifs actifs.

- En bas à gauche, la zone de sélection des sorts, activables en cliquant sur les épées, ce qui signifie que le personnage abandonnera son arme pour se battre uniquement à l'aide de ses pouvoirs magiques.

- En bas au centre, la zone de dialogue et d'informations (par exemple, sur les dégâts infligés ou reçus, la perte ou la découverte d'un objet, le gain d'un niveau, etc.).

- En bas à droite, la zone d'actions, au nombre de 9, chacune représentée par un symbole (respectivement de haut en bas et de gauche à droite : saluer, questionner, impressionner, prendre, attaquer, activer, inspecter, sortir (d'un bâtiment), et enfin la gestion de la disquette, par chargement ou sauvegarde).

- En haut au centre, la zone d'exploration, le visuel de l'aventure en elle-même, l'affichage des décors 3D pour les déplacements en extérieur et celui des tableaux pour l'exploration des intérieurs. C'est aussi dans cette zone que s'affichera l'inventaire des personnages, des dialogues importants et des visuels non interactifs (par exemple, pour la visite d'une maison ou d'un temple).

## Scénario
La boite de jeu contenant les disquettes et le classique manuel d’instruction, contenait également un livret entièrement consacré à introduire l’intrigue et présenter le contexte dans lequel les personnages joués seront amenés à se rendre sur Drakkhen. Le scénario signé par François Marcela-Froideval se compose de différents textes et fragments poétique illustrés par Olivier Ledroit :
- La Geste du paladin : Récit d'un paladin avide de gloire, qui assassina le dernier dragon, êtres magiques, brisant ainsi l'équilibre qu'ils garantissaient. En tuant la créature mythique, le paladin accomplit la terrible prophétie qui provoquera la fin du monde tel que les humains le connaissent (le monde des humains étant basé sur la magie) afin de faire renaitre celui des dragons.

- Le récit en focalisation interne de Vhal hart hann Jürgen von Wessenmayer, archiprêtre de l'Unique, l'un des quatre personnages désignés pour la périlleuse mission sur l'île. Ce récit sera le fil conducteur du reste du livret, les textes suivants étant des mises en abîme.

- Sol COM 1 HMS SHADRAK : Description technique du puissant vaisseau qui le premier, s'échoua sur l'île, faute d'efficience du sorcier des vents, privé de ses pouvoirs, ne parvenant plus à diriger le massif vaisseau commercial de première ligne.

- Journal de Bord : Notes journalières du capitaine du vaisseau, de la dérive jusqu'à sa mort sur l'île. Il est complété par les dires du sorcier des vents, qui fut parmi ceux prenant contact pour la première fois avec les habitants de l'île.

- Le dit du prêtre : Rapport par le sorcier des vents des révélations essentielles d'un prêtre drakkhen sur l'origine du monde, de l'île, et sur la réalité des dieux, humains comme drakkhens.

- Le livre des sorts : Annexe très utile pendant le jeu, décrivant d'une manière plus ou moins mystérieuse la totalité des sorts pouvant être jetés par les personnages.

Le scénario de Drakkhen, un brin complexe, s'étale sur plusieurs niveaux, et plonge le joueur au cœur d'une conspiration guerrière, en pleine "nouvelle genèse". De nombreux faits d'une importance majeure se produisent bien avant le début du jeu, et sont donc relatés dans le livret, l'interface de lancement du logiciel ne présentant aucune introduction explicative.

### Résumé des faits antérieurs à la phase de jeu
La mort du dernier dragon est l'élément déclencheur de l'histoire, puisqu'elle met fin à toute forme de magie dans le monde. Les palais construits à l'aide de la magie, les systèmes politiques basés sur la magie, toute chose s'appuyant de près comme de loin sur la magie s'effondre, laissant le chaos gagner la civilisation. Un vaisseau de commerce, le SHADRAK, privé de son pouvoir de contrôle des vents, devient esclave de sa masse titanesque et dérive au gré des courants, avant de s'échouer sur une île n'apparaissant sur aucune carte. L'équipage tente un contact avec la population locale, mais se fait massacrer alors que des hordes de créatures dragonoïdes pleuvent du ciel. Les rares survivants, en fuite, se réfugient dans un village voisin, dans lequel des créatures à la peau verte leur offrent le gîte et le couvert. Peu à peu, ces hommes se rendent compte que leurs hôtes n'ont pas de passé à proprement parler, et divers indices, comme l'absence totale d'érosion sur toute matière, les amènent à penser que cette île n'a pas d'histoire, elle semble ainsi tout juste née, apparue magiquement, sortie comme par miracle des flots bouillonnants. Leur périple va conduire leurs pas dans l'enceinte d'une ville de taille importante, où ils rencontreront un prêtre drakkh qui leur révélera l'histoire du monde.
"Au commencement étaient les ténèbres, le néant. Le Père alors souffla la vie sur toutes les faces de ce monde, créant en même temps les étoiles et cette terre. Il peupla celle-ci de créatures immenses et libres. Ce fut l'ère des grands reptiles, pour lesquels tout n'était que brin de paille. Puis, dans sa grande mansuétude, il créa la race de ses enfants à son image : les drakkhens."
À la suite de cet acte de création, tandis que les drakkhens rendaient grâce au Père primordial, les grands dragons s'ennuyaient, et jalousaient les pouvoirs de ce dernier. Ainsi, ils créèrent eux aussi, et mirent au monde les humains. Puis, ils s'ennuyèrent de nouveau, et choisirent cette fois-ci de rêver. A leur réveil, ils furent punis par le Père primordial pour avoir osé l'imiter, ce qui résulta en l'autodestruction quasi complète de l'humanité. Alors, ils retournèrent rêver à leur grandeur passée. Se réveillant pour la seconde fois, ils virent que les humains proliféraient et s'étendaient aux quatre coins du monde, tandis que les drakkhens avaient disparu. Les dragons, stupéfaits des exploits de leurs créations, sortirent de leur inactivité pour se faire aimer des humains. Mais aux yeux de leurs enfants, les dragons étaient devenus des images de terreur et de haine, et des deux côtés, les pertes furent lourdes. Il y avait cependant quelques-uns qui se souvenaient, et à ceux-là, les dragons apprirent la magie. Mais lorsque les nouveaux mages demandèrent de l'aide face aux attaques incessantes des fils ingrats, les dragons ne bougèrent pas : ils dormaient. Alors ils n'eurent plus aucun allié parmi les humains, et furent bientôt la cible de massacres, les fils ayant dépassé les pères en magie et en technologie, sachant dominer les éléments, créant des armes effroyables et destructrices. Le Père primordial contemplait les conséquences de sa propre punition et pleurait ses enfants perdus. Bientôt, il n'y eut plus qu'un seul dragon, qui, caché au tréfonds du monde, paraissait inatteignable. Mais à l'agonie de son dernier fils, le Père primordial décida de sceller le destin du monde et faire naître un nouvel âge : "Le grand éon des dragons ! La nouvelle genèse ! L'anhak drakkhen !"
Ainsi, l'anhak drakkhen consiste en l'instauration d'un monde nouveau, l'extension irrémédiable d'une nouvelle île, peuplée d'êtres ressuscités parmi les drakkhens les plus fidèles au Père de leur vivant. "Cette île sur laquelle tu te trouves va s'étendre irrémédiablement, puis elle recouvrira la planète, ton monde, tes continents seront condamnés et n'en auront plus pour très longtemps. [...] Sache bien, [...] que je n'ai - que nous n'avons - pas de haine ! Mais c'est le destin, et les volontés du Père doivent s'accomplir !"
Les dernières paroles du prêtre drakkh seront celles sur lesquelles l'humanité versera son salut : "Il est dit que le Père versera huit larmes, mais c'est faux : il en versera neuf. L'une d'entre elles est pour les autres races ! J'espère que tu comprends ce que je veux dire..."
Par ces quelques mots, le prêtre signifie ainsi que les humains ont une chance de voir leur espèce et leur monde perdurer, s'ils découvrent la nature de ces larmes. Rapportant ces propos au monde humain, les survivants du SHADRAK jetèrent l'effroi au sein des cœurs. Une expédition fut donc montée, choisissant 4 personnes. C'est à leur arrivée que le jeu débute.

### Résumé des faits appris au fil du jeu
Ici sont dévoilées les grandes lignes du scénario, c'est un résumé non exhaustif se concentrant uniquement sur l'aspect du jeu mêlant politique, enquête et conspiration guerrière.
Les personnages sont ainsi envoyés sur l'île, et la partie commence alors qu'ils se trouvent, nus comme des vers, devant la forteresse du prince Hordtkhen, prince de la terre. Lorsque ces derniers auront acquis un minimum d'expérience, et trouvé quelques armes suffisamment efficaces pour les protéger de la faune vivant à l'extérieur comme à l'intérieur du palais, ils pourront aller trouver le prince Drakkhen. Ce dernier, riant que des larves humaines aient pu parvenir jusqu'à ses appartements, cherchera tout d'abord à les tuer, mais, le suppliant alors, il leur confiera une mission : aller voir sa sœur, qui vit à l'est, et lui transmettre un message.
Arrivés au palais de la princesse Hordtkha, les personnages constateront son enlèvement, et un serviteur les priera d'aller avertir le prince de la sanglante bataille ayant eu lieu. Une fois ceci fait, Hordtkhen décidera, par esprit de vengeance, d'aider les personnages en leur apprenant que l'humain qui se trouvait avec sa sœur se situe à présent dans le palais de Haaggkhen, prince de l'eau. Sur place, après la traversée d'un dangereux donjon, l'équipe retrouvera le captif et le libèrera, apprenant de sa bouche que l'armée de la conjuration est sur le point d'attaquer le prince Nakhtkhen, prince de l'air, et qu'un complot est en marche. En apportant leur aide aux seigneurs drakkhen en péril, les personnages pourront ainsi découvrir le secret des neuf larmes.
Le palais de Nakthkhen est dévasté, les personnages arrivant après la bataille. Ils y trouvent un océan de sang figé par le gel, et quelques survivants qui les prient d'aller libérer la princesse Hordtkha, se trouvant à présent captive chez la sœur démoniaque de Nakhthken, Nakhtkha. Errant dans le désert arctique, ils finissent par accéder au palais isolé et, l'explorant jusqu'aux cachots, libèrent Hordtkha. Cette dernière leur apprendra que deux forces s'affrontent à présent sur l'île : les partisans de la nouvelle genèse dans la violence, qui souhaitent détruire le monde humain dans un torrent de sang et de flammes, et les partisans de la rédemption, qui souhaitent aider les humains et éviter la destruction de leur monde. De même, la princesse leur révèle la nature des larmes, qui se trouvent être des gemmes que les princes drakkhen portent au front. Pour sauver leur monde, les personnages devront donc réunir les huit gemmes correspondant aux huit princes et princesses drakkhen. En gage de sa bonne foi, elle leur offre sa propre gemme, et les invite à rejoindre Haaggkha, princesse de l'eau et l'un des éléments les plus importants de la rédemption.
Une fois dans le palais de Haaggkha, cette dernière confiera une mission aux personnages, tuer le seigneur Hordtkhen, qui s'apprête à rejoindre les forces du feu. Ceci fait, elle les enverra à nouveau à travers l'île, cette fois-ci quérir la princesse Hazulkha, princesse du feu, qui ne donne plus signe de vie. Les personnages la trouveront agonisante sur son trône, une lance lui perforant le coeur. Ils parviendront à s'emparer de sa gemme, fraîchement dérobée par des chevaliers drakkhs, à l'issue d'un combat sanglant. Au sortir du palais, ils rencontreront Nakhtkhen, qui déplorera la mort de sa consœur et criera vengeance, ordonnant aux personnages d'aller assassiner sa propre sœur, Nakhtkha. Le travail accompli, Nakhtkhen, qui avoue ne pas avoir pu le faire lui-même, offre sa gemme aux personnages et les envoie quérir les deux manquantes pour lancer la conjuration, à savoir celle de Haaggkhen, et celle d'Hazulkhen, prince du feu (et de la mort).
Les personnages extorquent donc les précieuses pierres par la force, non sans efforts, et doivent à présent connaître les mécanismes de la cérémonie qu'ils devront lancer pour mettre en place la conjuration, aucun indice n'étant donné d'office. Pour cela, ils devront parcourir l'île, et parler soit avec un vieillard autochtone, soit avec un prêtre de la conjuration, qui sont au nombre de quatre, chacun vivant dans l'unique temple propre à chaque région. Ils apprendront donc qu'ils devront reconstituer un court poème fragmenté, dont les quatre vers sont répartis dans quatre palais, chaque vers étant lui-même fragmenté en deux parties, elles-mêmes inscrites sur deux sépultures. Une fois les vers connus, il leur faudra se rendre au centre de l'île, sur des étranges pavés clignotants, et se débarrasser de toutes leurs armes. Ainsi commencera la cérémonie qui marque la fin du jeu.

## Divisions continentales
Désert arctiqueDomaine du Prince et de la Princesse de l'Air, vivant tous deux dans des châteaux de glace.
Marais (vert sombre)Domaine du Prince et de la Princesse de l'Eau, le premier vivant dans un large château entouré de douves et la seconde dans un bâtiment présentant des similarités avec une pagode. Cette région possède la plus grande quantité de rivières et de lacs.
Prairie (vert clair)Domaine du Prince et de la Princesse de la Terre, qui vivent tous deux dans des forteresses extérieurement identiques. C'est ici que l'aventure débute.
DésertDomaine du Prince et de la Princesse du Feu, le premier vivant dans ce qui ressemble à une pyramide aztèque et la deuxième dans un bâtiment moyen-oriental ressemblant légèrement au Taj Mahal ou à une mosquée (incorrectement désigné "minaret")
Sur la version Amiga, du fait des graphismes poussés mais surtout de la bande son spécifique pour chaque région, passer de l'une à l'autre demandera un léger temps de chargement. Sur la version SNES, le passage est instantané, cependant, si le joueur tente de passer prématurément les frontières, les personnages sont violemment réprimandés.

## Bande son
On se concentrera ici sur la version Amiga du jeu, tel qu'il fut initialement créé. La version SNES subit en effet un remaniement total de sa bande son par une équipe japonaise (créditée au nom de Hiroyuki Masuno), et la version DOS se contente de quelques bips émanant de l'unité centrale, les PC étant à l'époque techniquement bien inférieurs.
Il est à priori difficile de distinguer certains morceaux, particulièrement ceux de l'introduction et de la séquence finale, des bruitages et autres effets sonores, pour la simple raison que le tout est destiné à se confondre. En effet, le travail est axé sur les sons produits par les drakkhens. Assez étonnants, dans la technique comme dans leur originalité, les sons émis par ces monstres sont gutturaux, gras et rocailleux à la fois, parfois chantonnant ou chuchotant, allant même jusqu'à évoquer des bribes de langage inarticulé, traduisant souvent une recherche rythmique ou harmonique. La plupart des sons en effet, semblent sonner comme de la musique, du borborygme d'apparence disgracieuse des premiers monstres rencontrés au hurlement presque mélodieux des entités descendues des étoiles. Le thème principal du jeu, entendu dès le chargement de la disquette, entretient ce rapport ténu entre cris monstrueux et harmonisation musicale.

## Accueil
Drakkhen s'est vu regrouper un culte saluant ses innovations graphiques et sonores, son gameplay original, sa bande son hypnotique mais surtout l'incroyable atmosphère qu'il met en place. Il reste aujourd'hui assez peu connu, mais considéré comme un classique du jeu de rôle sur ordinateur, voire du jeu de rôle tout court.